# ویلیام هال (بازیگر)
ویلیام هال (به انگلیسی: William Hall) بازیگر آمریکایی است.
از فیلم‌های معروف او می‌توان به بازی در فیلم پیچ‌خورده، بلندپرواز باش و هاوارد اردکه اشاره کرد.